# 353409 Onaka
353409 Onaka è un asteroide della fascia principale. Scoperto nel 2011, presenta un'orbita caratterizzata da un semiasse maggiore pari a 2,7231494 au e da un'eccentricità di 0,1734527, inclinata di 8,09105° rispetto all'eclittica.